# Antonio Piccinini
Antonio Piccinini (Reggio nell'Emilia, 26 agosto 1884 – Reggio nell'Emilia, 28 febbraio 1924) è stato un politico e sindacalista italiano, dirigente socialista a Reggio Emilia e leader della Frazione massimalista locale.

## Biografia
Tipografo e sindacalista, era nato a Reggio Emilia il 26 agosto 1884.   Socialista   massimalista, segretario della federazione reggiana, consigliere e assessore provinciale, per la sua attività politica e sindacale fu perseguitato e minacciato: fu anche arrestato insieme a Pietro Nenni, durante una riunione regionale tenutasi a Bologna il 31 dicembre 1923.
Accettò la candidatura alle elezioni politiche dell'aprile 1924, ma la sera del 28 febbraio 1924 fu prelevato a domicilio da alcuni fascisti, che s'erano fatti aprire con uno stratagemma: si spacciarono per socialisti esibendo una tessera sottratta a veri iscritti, aggrediti in precedenza. Fu trucidato di lì a poco nella casa di due dei sequestratori, che dopo averlo stordito di bastonate lo appesero a dei ganci di un basso servizio per la lavorazione dei maiali e lo finirono con quattro colpi di rivoltella sparati a bruciapelo. Poi il corpo straziato venne fatto trovare all'alba sotto un albero lungo la ferrovia Reggio-Ciano, non lontano dalla sua abitazione, affinché i lavoratori, che arrivavano in città col treno locale per recarsi al lavoro, constatassero la fine che i fascisti facevano fare ai dirigenti operai.
La direzione del Partito Socialista Italiano chiese comunque a iscritti e simpatizzanti di aderire ad una sottoscrizione per i familiari del defunto e di votarlo il 6 aprile: nonostante le  intimidazioni e minacce squadristiche fin dentro gli uffici elettorali, il suo nome ebbe tante preferenze da risultare determinante per la conquista del seggio parlamentare.
Questo fu assegnato al secondo della lista, Giovanni Bacci – che era stato direttore dell'Avanti!, segretario del Psi e parlamentare – il quale tentò poi di commemorare in aula il compagno ucciso: invano, perché il presidente Alfredo Rocco, sostenuto dalla maggioranza fascista, glielo impedì. Alla Camera dei deputati l'omicidio fu comunque citato nello storico discorso con cui, il 30 maggio, Giacomo Matteotti denunciò i brogli e le violenze commessi in tutt'Italia dai fascisti (discorso che sarebbe costato la vita anche a lui). 
Il processo ai quattro sicari accusati dell'assassinio di Piccinini – Vittorio Calvi, Vincenzo Notari, i gemelli Giuseppe e Venceslao Bonilauri –  iniziò a Reggio Emilia il 13 ottobre 1925: nonostante almeno due fossero stati riconosciuti con certezza dalla moglie e dalle figlie della vittima, tutti furono scagionati (dagli stessi “giudici” che a Ferrara avevano assolto gli assassini di don Giovanni Minzoni) al termine di un processo rapido e farsesco, svolto in un clima d'omertà e terrore. Nel 1947 la Corte di cassazione dichiarò l'insussistenza giuridica di quella sentenza, e il processo venne celebrato di nuovo nel maggio 1950: ma solo il Calvi, peraltro deceduto nel 1944, venne riconosciuto colpevole, mentre gli altri tre imputati vennero ancora assolti, chi per insufficienza di prove chi con formula piena.

## Omaggi
La via di Reggio Emilia dove abitava, nel quartiere allora operaio chiamato “Gardenia”, è intitolata a lui nel 1945. Altre strade a lui intestate si trovano ad Albinea, a Fano, e a Vezzano sul Crostolo. Una lapide in ricordo di Piccinini, nel Palazzo della Provincia di Reggio, fu inaugurata il 26 aprile 1980 dal Presidente della Repubblica Sandro Pertini.
Il martirio di Antonio Piccinini era già stato ricordato nel settembre 1973 da Sandro Pertini, allora Presidente della Camera, quando commemorò nell'aula di Montecitorio la morte di Salvador Allende, presidente socialista cileno, vittima del golpe fascista del generale Augusto Pinochet.
Nel centenario dell'assassinio, la sua città gli ha dedicato una settimana di iniziative fra convegni, presentazioni di libri, visite guidate e recital, organizzate da un comitato promotore comprendente fra gli altri Anpi, Arci, Cgil, Istituto Alcide Cervi, Istoreco e Legacoop Emilia ovest, in collaborazione con il Comune di Reggio Emilia e il patrocinio della Provincia di Reggio Emilia e dell’Unione Val d’Enza.